# كيتيل بيورنستاد
كيتيل بيورنستاد (بالنرويجية: Ketil Bjørnstad)‏ هو عازف جاز وملحن وكاتب وعازف بيانو نرويجي، ولد في 25 أبريل 1952 في أوسلو في النرويج.

## وصلات خارجية
- الموقع الرسمي
- كيتيل بيورنستاد على موقع IMDb (الإنجليزية)
- كيتيل بيورنستاد على موقع مونزينجر (الألمانية)
- كيتيل بيورنستاد على موقع ميوزك برينز (الإنجليزية)
- كيتيل بيورنستاد على موقع أول ميوزيك (الإنجليزية)
- كيتيل بيورنستاد على موقع ديسكوغز (الإنجليزية)